# Munna argentinae
Munna argentinae är en kräftdjursart som beskrevs av Menzies1962. Munna argentinae ingår i släktet Munna och familjen Munnidae. Inga underarter finns listade i Catalogue of Life.